# Barakmuslu, Ilgın
Barakmuslu là một xã thuộc huyện Ilgın, tỉnh Konya, Thổ Nhĩ Kỳ. Dân số thời điểm năm 2011 là 436 người.